# U-396 (tàu ngầm Đức)
U-396 là một tàu ngầm tấn công  Lớp Type VII thuộc phân lớp Type VIIC được Hải quân Đức Quốc Xã chế tạo trong Chiến tranh Thế giới thứ hai. Nhập biên chế năm 1943, nó đã thực hiện được năm chuyến tuần tra nhưng không đánh chìm được mục tiêu nào. Trong chuyến tuần tra cuối cùng, U-396 mất tích từ ngày 11 tháng 4, 1945 trong khu vực giữa các quần đảo Shetland và Faroe mà không thể xác định nguyên nhân.

## Thiết kế và chế tạo

### Thiết kế

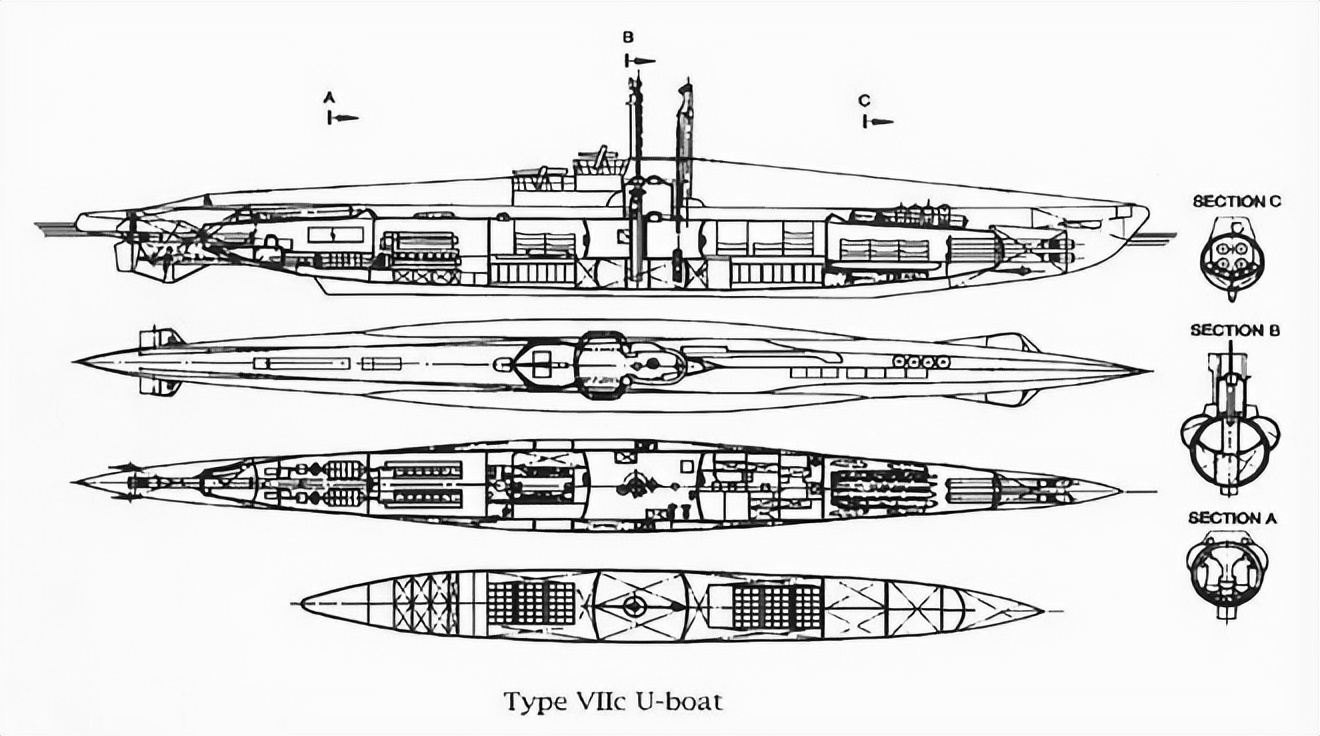
Sơ đồ các mặt cắt một tàu ngầm Type VIIC

Phân lớp VIIC của Tàu ngầm Type VII là một phiên bản VIIB được kéo dài thêm. Chúng có trọng lượng choán nước 769 t (757 tấn Anh) khi nổi và 871 t (857 tấn Anh) khi lặn). Con tàu có chiều dài chung 67,10 m (220 ft 2 in), lớp vỏ trong chịu áp lực dài 50,50 m (165 ft 8 in), mạn tàu rộng 6,20 m (20 ft 4 in), chiều cao 9,60 m (31 ft 6 in) và mớn nước 4,74 m (15 ft 7 in).
Chúng trang bị hai động cơ diesel Germaniawerft F46 siêu tăng áp 6-xy lanh 4 thì, tổng công suất 2.800–3.200 PS (2.100–2.400 kW; 2.800–3.200 bhp), dẫn động hai trục chân vịt đường kính 1,23 m (4,0 ft), cho phép đạt tốc độ tối đa 17,7 kn (32,8 km/h), và tầm hoạt động tối đa 8.500 nmi (15.700 km) khi đi tốc độ đường trường 10 kn (19 km/h). Khi đi ngầm dưới nước, chúng sử dụng hai động cơ/máy phát điện Garbe, Lahmeyer & Co. RP 137/c  tổng công suất 750 PS (550 kW; 740 shp). Tốc độ tối đa khi lặn là 7,6 kn (14,1 km/h), và tầm hoạt động 80 nmi (150 km) ở tốc độ 4 kn (7,4 km/h). Con tàu có khả năng lặn sâu đến 230 m (750 ft).
Vũ khí trang bị có năm ống phóng ngư lôi 53,3 cm (21 in), bao gồm bốn ống trước mũi và một ống phía đuôi, và mang theo tổng cộng 14 quả ngư lôi, hoặc tối đa 22 quả thủy lôi TMA, hoặc 33 quả TMB. Tàu ngầm Type VIIC bố trí một hải pháo 8,8 cm SK C/35 cùng một pháo phòng không 2 cm (0,79 in) trên boong tàu. Thủy thủ đoàn bao gồm 4 sĩ quan và 40-56 thủy thủ.

### Chế tạo
U-396 được đặt hàng vào ngày 20 tháng 1, 1941, và được đặt lườn tại xưởng tàu của hãng Howaldtswerke ở Kiel vào ngày 6 tháng 6, 1942. Nó được hạ thủy vào ngày 27 tháng 8, 1943, và nhập biên chế cùng Hải quân Đức Quốc Xã vào ngày 16 tháng 10, 1943 dưới quyền chỉ huy của Hạm trưởng, Đại úy Hải quân Ernst-Günther Unterhorst.

## Lịch sử hoạt động

### 1944
Sau khi hoàn tất việc huấn luyện trong thành phần Chi hạm đội U-boat 5, U-394 được điều sang Chi hạm đội U-boat 1 từ ngày 1 tháng 6, 1944 để hoạt động trên tuyến đầu, rồi lại được điều sang Chi hạm đội U-boat 11 từ ngày 1 tháng 10, 1944.

#### Chuyến tuần tra thứ nhất
U-396 khởi hành từ Kiel vào ngày 20 tháng 6, 1944 cho chuyến tuần tra đầu tiên trong chiến tranh, và đã hoạt động trong Bắc Hải và dọc theo bờ biển Na Uy. Vào ngày 28 tháng 6, nó bị một thủy phi cơ PBY Catalina thuộc Liên đội 210 Không quân Hoàng gia Anh bắn phá và thả mìn sâu tấn công. Chiếc tàu ngầm buộc phải quay trở về cảng Bergen vào ngày 3 tháng 7 do bị rò rỉ khí carbon monoxide.

#### Chuyến tuần tra thứ hai và thứ ba
Sau đó U-396 có hai chuyến tuần tra ngắn trong biển Na Uy: từ ngày 15 đến ngày 20 tháng 7, và từ ngày 6 đến ngày 16 tháng 8. Nó không đánh chìm được mục tiêu nào, và đi đến cảng Trondheim, Na Uy sau chuyến tuần tra thứ ba.

#### Chuyến tuần tra thứ tư
U-396 xuất phát từ Trondheim vào ngày 21 tháng 10 cho chuyến tuần tra thứ tư. Nó băng qua khe GIUK giữa quần đảo Faroe và Iceland để vòng qua quần đảo Anh, và hoạt động trong vùng biển Bắc Đại Tây Dương về phía Đông Nam mũi Farewell, Greenland. Nó kết thúc chuyến tuần tra kéo dài 60 ngày, là chuyến đi dài ngày nhất của U-396, khi về đến Trondheim vào ngày 19 tháng 12.

### 1945

#### Chuyến tuần tra thứ năm – Bị mất
U-396 lại khởi hành từ Trondheim vào ngày 13 tháng 3, 1945 cho chuyến tuần tra thứ năm, cũng là chuyến cuối cùng, để hoạt động trinh sát thời tiết trong Bắc Đại Tây Dương. Sau khi băng qua khu vực giữa các quần đảo Shetland và  Faroe, nó gửi báo cáo vô tuyến cuối cùng về căn cứ vào ngày 11 tháng 4, tại tọa độ khoảng 57°30′B 26°00′T / 57,5°B 26°T, cho biết con tàu bắt đầu hành trình quay trở về căn cứ Trondheim sau khi cánh lái ngang phía mũi gặp trục trặc. Sau đó chiếc tàu ngầm hoàn toàn mất liên lạc, và được cho là đã mất mà không rõ nguyên nhân với tổn thất toàn bộ 45 thành viên thủy thủ đoàn trên tàu.
Trước đây U-396 được cho là đã bị đánh chìm ở vị trí về phía Tây Nam quần đảo Shetland vào ngày 23 tháng 4, 1945, do trúng mìn sâu thả từ một máy bay ném bom B-24 Liberator thuộc Liên Đội 86 Không quân Hoàng gia Anh. Đợt tấn công này thật ra không nhằm vào bất kỳ tàu ngầm nào.